# Nuciruptor
Nuciruptor — це вимерлий рід мавп Нового Світу середнього міоцену (лавентан у період наземних ссавців Південної Америки; 13.8–11.8 млн. років). Його останки були знайдені в Konzentrat-Lagerstätte La Venta в Honda Group Колумбії. Типовим видом є N. rubricae.

## Етимологія
Назва Nuciruptor rubricae походить від латинського nuci («горіх») і ruptor, що означає «ламати». Rubricae належить до червоних пластів, де були знайдені скам'янілості.

## Опис
Скам'янілість нижньої щелепи Nuciruptor була виявлена в червоних відкладеннях Ель-Кардон Серро-Колорадо, члена формації Вільявієха, група Хонда, трохи нижче пісковика Сан-Франциско, який був датований Лавентаном, приблизно 12.8 ± 0.2 млн років. У цьому ж місці були знайдені скам'янілості Saimiri annectens.
Орієнтовна вага Nuciruptor становила 2000 грамів. Рід демонструє схожість з іншим викопним приматом із Ла-Венти, Cebupithecia.

## Середовище існування
Honda Group, а точніше «Monkey Beds», є найбагатшим місцем викопних приматів у Південній Америці. Було стверджено, що мавпи групи Honda жили в середовищі існування, яке контактувало з басейнами Амазонки та Оріноко, і що сама Ла-Вента була, ймовірно, сухим сезонним лісом.